# Уме, Джейден
Джейден Уме (англ. Jaden Umeh; родился 18 марта 2008) — ирландский футболист, вингер португальского клуба «Бенфика».

## Клубная карьера
Воспитанник футбольных академий ирландских клубов «Рингмаон Рейнджерс» и «Корк Сити». 3 ноября 2023 года дебютировал в основном составе «Корк Сити» в матче Премьер-лиги Ирландии против «Богемиан». 1 апреля 2024 года забил свой первый гол за «Корк Сити» в матче против «Уэксфорда».
Летом 2024 года отклонил предложение «Корк Сити» подписать профессиональный контракт и в качестве свободного агента перешёл в португальский клуб «Бенфика».

## Карьера в сборной
Выступал за сборные Ирландии до 15, до 16 и до 17 лет.